# Вейн (округ, Юта)
Шаблон:StateAbbr_ 38°22′ пн. ш. 110°54′ зх. д. / 38.36° пн. ш. 110.9° зх. д.
Округ Вейн (англ. Wayne County) — округ (графство) у штаті Юта, США. Ідентифікатор округу 49055.

## Історія
Округ утворений 1892 року.

## Демографія
За даними перепису 2000 року загальне населення округу становило 2509 осіб, усе сільське. Серед мешканців округу чоловіків було 1276, а жінок — 1233. В окрузі було 890 домогосподарств, 669 родин, які мешкали в 1329 будинках. Середній розмір родини становив 3,31.
Віковий розподіл населення поданий у таблиці:
| Стать    | До 15 років | 15-21 | 22-29 | 30-39 | 40-49 | 50-65 | 65-85 | Понад 85 |
| -------- | ----------- | ----- | ----- | ----- | ----- | ----- | ----- | -------- |
| Чоловіки | 344         | 137   | 115   | 136   | 162   | 204   | 162   | 16       |
| Жінки    | 319         | 119   | 126   | 124   | 165   | 196   | 156   | 28       |

## Суміжні округи
- Емері — північ
- Гранд — північний схід
- Сан-Хуан — схід
- Гарфілд — південь
- Пают — захід
- Севір — північний захід